# 海永镇
海永镇，是中华人民共和国江苏省南通市海门区下辖的一个镇，位于崇明岛北部，卻不屬於上海市的崇明區管轄。2015年9月11日，江苏省人民政府批复同意撤消海永乡，设立海永镇。面积13.9平方公里，镇人民政府驻海长路68号。

## 行政区划
海永镇下辖一个居民委员会及两个村民委员会：通江街居委会、沙南村村委会、永北村村委会。

## 历史
1966年起，海门县财政局芦荡办事处派出员工到永隆沙上“种青”，即种植芦苇，以固定并改良土壤。至1968年，永隆沙已成了茂盛的芦苇荡，泥土也趋于结实。这时，海门、启东两县都决定围垦永隆沙，申报到南通专署，专署确定以启海两县交界处的两通港向南的延伸线为界，东边归启东县，西边归海门县。1969年冬，海门县调遣3千多民工开赴永隆沙筑堤围垦。1970年3月，即以首期围垦的近3千亩土地成立“国营海门县永隆沙良种繁育场”，由王浩、包场、东兴、厂洪、常乐等人民公社迁来的200多户成为永隆沙的第一批居民——永隆沙农场职工。 1975年，海门县组织悦来、四甲、三厂三个区十几个人民公社的数千名民工实施二期围垦，南沿也迅速涨滩，与上海市长征农场连成一体，仅以开掘的一条匡河为界。至此，永隆沙已成为崇明岛北沿的一部分。1976年，迁来的农户组建永西村、永北村、向华村、沙南村。永隆沙形成了“小国营（农场）拖大集体（四个行政村）”的格局。1993年3月，永隆沙建立海永乡人民政府，与永隆沙农场实行两块牌子、一套班子，下辖四个行政村（2001年合并为两个）。